# Ludvig Siedberg
Georg Ludvig Siedberg, född 7 november 1897 i Hajoms församling, Älvsborgs län, död 4 april 1993 i Visby domkyrkoförsamling, Gotlands län, var en svensk kyrkomusiker, körledare och sångpedagog.

## Biografi
Siedberg tog organistexamen 1918, kyrkosångarexamen 1919 samt musiklärarexamen 1922 vid Kungliga musikkonservatoriet. 1926 studerade han för Hugo Rasch i Berlin. Från 1926 var Siedberg domkyrkoorganist i Visby och musiklärare vid läroverket. Han tog upp stora kyrkomusikaliska verk som Cherubinis requiem i c-moll.
Vid läroverket var han drivande i fråga om sång- och körverksamhet, bland annat hade han Eric Ericson som elev. På riksplanet var han aktiv inom Sveriges Körförbund som riksförbundsdirigent. Siedberg gav ut Tonbildning : en väg till sångtonens fulländning (1970).
Siedberg var körledare för Visbykören Sångsällskapet Nio Sångare. År 1958 tilldelades han medaljen Illis Quorum av femte storleken.